# Phostria
Phostria är ett släkte av fjärilar. Phostria ingår i familjen Crambidae.

## Bildgalleri

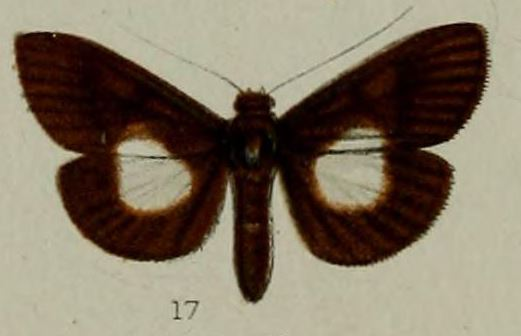
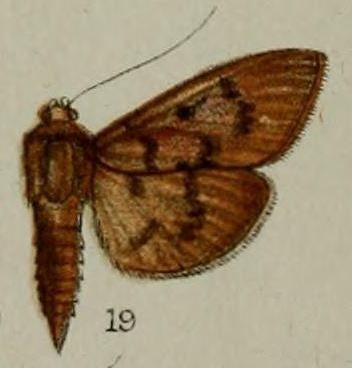
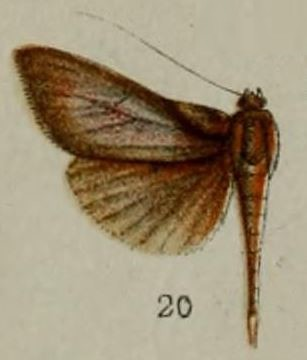
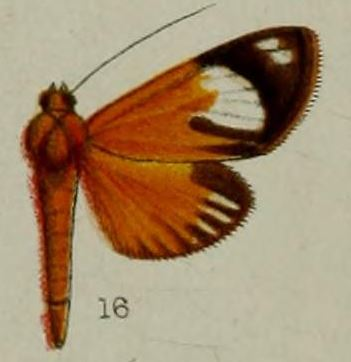
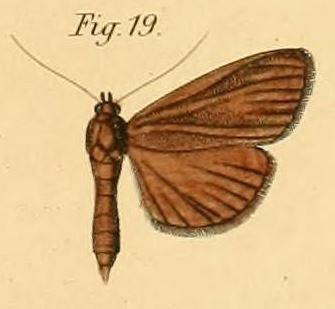
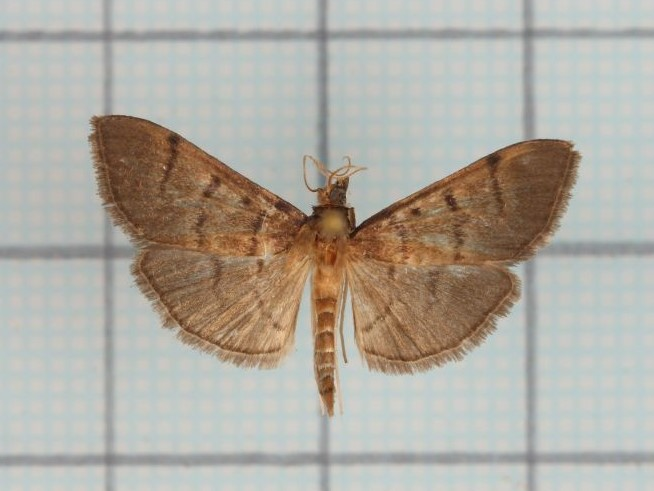

## Dottertaxa tillPhostria, i alfabetisk ordning[1]
- Phostria aengusalis
- Phostria alberici
- Phostria albescentalis
- Phostria albipedalis
- Phostria albirenalis
- Phostria antongilensis
- Phostria araeosoma
- Phostria argentigulalis
- Phostria assimilis
- Phostria aterrimalis
- Phostria atrisignalis
- Phostria attenuata
- Phostria atyrialis
- Phostria auxiferalis
- Phostria biguttata
- Phostria bistigmalis
- Phostria calydon
- Phostria caniusalis
- Phostria capillalis
- Phostria caradrinalis
- Phostria carbonalis
- Phostria carusalis
- Phostria celsusalis
- Phostria centralbalis
- Phostria chrysalis
- Phostria chrysampyx
- Phostria chrysomera
- Phostria clementalis
- Phostria cleodalis
- Phostria concolor
- Phostria confluentalis
- Phostria crithonalis
- Phostria ctenuchalis
- Phostria cupriflavalis
- Phostria delilalis
- Phostria dianalis
- Phostria diffusimarginalis
- Phostria dilutior
- Phostria discipunctalis
- Phostria dispila
- Phostria dispilotalis
- Phostria dohrni
- Phostria druonalis
- Phostria earbalis
- Phostria eradicalis
- Phostria eucharisalis
- Phostria euryleucalis
- Phostria evanidalis
- Phostria flaviceps
- Phostria flavipectus
- Phostria flocculentalis
- Phostria fuscicilia
- Phostria germanalis
- Phostria glyphodalis
- Phostria glyphodoides
- Phostria gravitalis
- Phostria griseopalizans
- Phostria hamiferalis
- Phostria hesusalis
- Phostria imbecilis
- Phostria imitinctalis
- Phostria indigalis
- Phostria internervalis
- Phostria jansei
- Phostria lanialis
- Phostria lasiocnemis
- Phostria latiapicalis
- Phostria leucogaster
- Phostria leucophasma
- Phostria leucothyris
- Phostria lictor
- Phostria linealis
- Phostria lithosialis
- Phostria longipennis
- Phostria lophophoralis
- Phostria luridalis
- Phostria luridombrina
- Phostria maculicostalis
- Phostria margarita
- Phostria marginalis
- Phostria mediospilota
- Phostria megapteralis
- Phostria melanophthalma
- Phostria memmialoides
- Phostria mendelalis
- Phostria metalobalis
- Phostria milvalis
- Phostria mimastis
- Phostria monotona
- Phostria mostella
- Phostria niasicola
- Phostria nicoalis
- Phostria nigriscripta
- Phostria nubilis
- Phostria oajacalis
- Phostria obliqualis
- Phostria obscurata
- Phostria ocellalis
- Phostria oconnori
- Phostria odontosticta
- Phostria omophanes
- Phostria omphalobasis
- Phostria opalinalis
- Phostria orenalis
- Phostria pachycraspedalis
- Phostria pallicostalis
- Phostria palliventralis
- Phostria patricialis
- Phostria pelialis
- Phostria pellucidalis
- Phostria perfulvalis
- Phostria persiusalis
- Phostria phaennisalis
- Phostria phryganurus
- Phostria piasusalis
- Phostria plicatalis
- Phostria pratti
- Phostria primulosalis
- Phostria productalis
- Phostria purpuralis
- Phostria purpureonitens
- Phostria quadriguttata
- Phostria radicalis
- Phostria regalis
- Phostria retractalis
- Phostria rosalina
- Phostria rotundalis
- Phostria rufalis
- Phostria rufior
- Phostria rutilalis
- Phostria salebrialis
- Phostria samealis
- Phostria satanas
- Phostria scabripennis
- Phostria schediusalis
- Phostria selenalis
- Phostria selenophora
- Phostria sericealis
- Phostria setifera
- Phostria sexguttata
- Phostria stygialis
- Phostria stygichroa
- Phostria tagiadalis
- Phostria tamsina
- Phostria tedea
- Phostria temira
- Phostria tenebrosalis
- Phostria tetraplagalis
- Phostria tetrastictalis
- Phostria tiricialis
- Phostria tridentalis
- Phostria truncatalis
- Phostria umbrina
- Phostria unitalis
- Phostria unitinctalis
- Phostria vagalis
- Phostria varialis
- Phostria venosa
- Phostria violitincta
- Phostria vitrifera
- Phostria xanthoproctalis